# Девятерня
Девятерня́ (тат. Девәтернә, Тугызынчы авыл, Мазарасты) — село в Агрызском районе Татарстана, административный центр Девятернинского сельского поселения.

## Этимология
Топоним произошёл от татарского слова «тугызынчы» (девятый) и ойконимического термина «авыл» (деревня).

## География
Село находится в 80 км к юго-востоку от районного центра — города Агрыза, на реке Кады недалеко от места её впадения в Кырыкмас. Территория, где расположено село, вдаётся клином в территорию Удмуртской Республики.

## История
В списке населённых мест 1802 года в деревне Деветерни учтены 58 тептярей мужского пола. Деревня тогда относилась к Сарапульской округе Вятской губернии, входила в команду старшины Мусалима Ниязова.
По VIII ревизии 1834 года в деревне проживало 150 мужчин и 172 женщины из тептярей (в 1840 году они имели 675 десятин пашни и 355 десятин сенокоса).
В «Списке населённых мест Российской империи», изданном в 1876 году, населённый пункт упомянут как казённая деревня Деветерня 3-го стана Сарапульского уезда Вятской губернии, при речке Кырыкмасе, расположенная в 40 верстах от уездного города Сарапул. Здесь насчитывался 151 двор и проживало 727 человек (358 мужчин и 369 женщин), действовала мечеть.
По подворной переписи 1890 года в деревне Девятерня Девятернинского сельского общества Исенбаевской волости проживало 930 тептярей из башкир в 164 дворах и 76 башкир-вотчинников в 17 дворах, а также 59 государственных крестьян из татар в 10 дворах, всего 1065 человек (522 мужчины, 543 женщины), из них 1 грамотный. Занимались земледелием (имелось 1131,2 десятины усадебной земли, 106,2 десятины пашни, 99,5 десятин сенокоса, 0,3 десятины выгона, 21,1 десятины подушного леса и 343,1 — лесного надела, а также 11,2 десятины неудобной земли; также 278,3 десятин было снято, 20,5 — сдано крестьянам других общин), скотоводством (250 лошадей, 316 голов КРС, 387 овец, 239 коз), пчеловодством (209 ульев в 28 дворах), из промыслов — в основном подённой работой. 
По переписи 1897 года в деревне Девятерня (Мазар-Асты-Аул) проживало 1186 человек (577 мужчин, 609 женщин), из них 1182 магометанина.
В 1905 году в деревне Девятерня проживало 1166 человек (573 мужчины, 593 женщины) в 219 дворах.
С 10 августа 1930 года село переходит в состав Красноборского района (в 1930 и 1948 годах — центр Девятернинского сельсовета), с 28 октября 1960 года — в состав Агрызского района, с 1 февраля 1963 года — в состав Елабужского сельского района. 4 марта 1964 года окончательно вернулась в состав Агрызского района.

## Население
| 1762 | 1834 | 1859 | 1890 | 1897 | 1905 | 1926 | 1938 | 1949 | 1958 | 1970 | 1989 | 2002 | 2010 | 2015 |
| ---- | ---- | ---- | ---- | ---- | ---- | ---- | ---- | ---- | ---- | ---- | ---- | ---- | ---- | ---- |
| 46   | 371  | 727  | 1065 | 1186 | 1166 | 1424 | 1514 | 710  | 1024 | 921  | 655  | 546  | 469  | 406  |

Национальный состав
Согласно результатам переписи 2002 года, в национальной структуре населения татары составляли 98 %.

## Инфраструктура[13]
1. Девятернинская СОШ им. Л. Айтуганова (с 1917 г. как начальная[10])
2. Девятернинское ДОУ
3. Девятернинский сельский клуб
4. Девятернинский ФАП
5. Девятернинская библиотека
6. ОПС Девятерня
7. Магазин Агрызского Райпо
8. Магазин ИП «Гулли»
9. Лесничество[10]

## Религия
Действует мечеть (построена в 1999 году).